# Knoydart

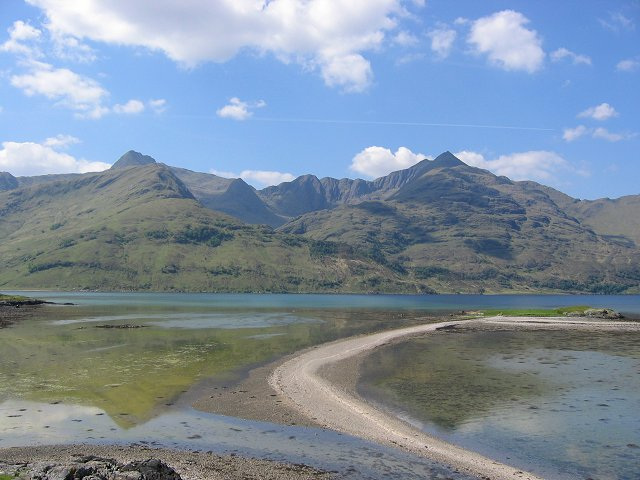
Le Ladhar Bheinn depuis Eileann Choinneach

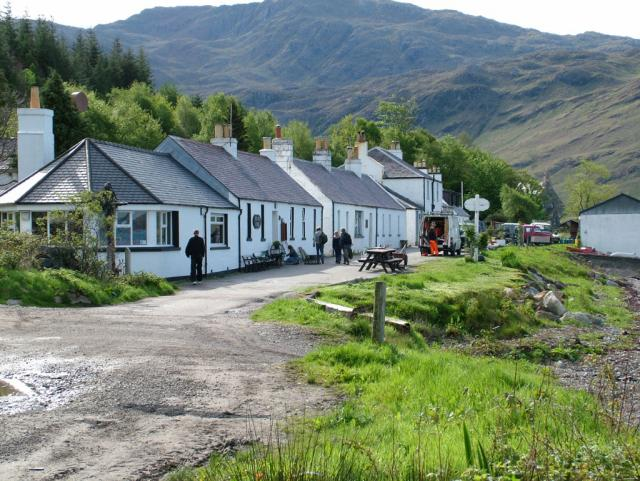
Le village d'Inverie.

Le Knoydart, en écossais Cnoideart, est une péninsule du Royaume-Uni située dans l'Ouest de l'Écosse, dans le district de Lochaber du council area de Highlands.

## Géographie
Le Knoydart est enserrée entre le loch Nevis et le loch Hourn, souvent appelés respectivement loch Heaven (« loch Paradis » en français) et loch Hell (« loch Enfer » en français).
La partie nord de la péninsule est appelée na Garbh-Chrìochan (« Frontières sauvages » en français) en raison de son terrain rude et de son isolement ; Knoydart est d'ailleurs appelée « dernier endroit sauvage de Grande-Bretagne ».
La péninsule compte deux munros : le Ladhar Bheinn avec 1 020 mètres d'altitude et le Sgurr na Cìche avec 1 040 mètres d'altitude

## Communications
La péninsule est uniquement accessible par bateau ou par une marche de 26 kilomètres à travers un terrain accidenté, ses sept kilomètres de routes goudronnées n'étant pas reliés au réseau routier britannique. Les ferries ne transportent d'ailleurs pas les voitures vers Knoydart ; seules des traversées de passagers à pied existent. Inverie est relié avec Mallaig ainsi qu'avec Arnisdale, Kinlochhourn et Barisdale.

## Histoire

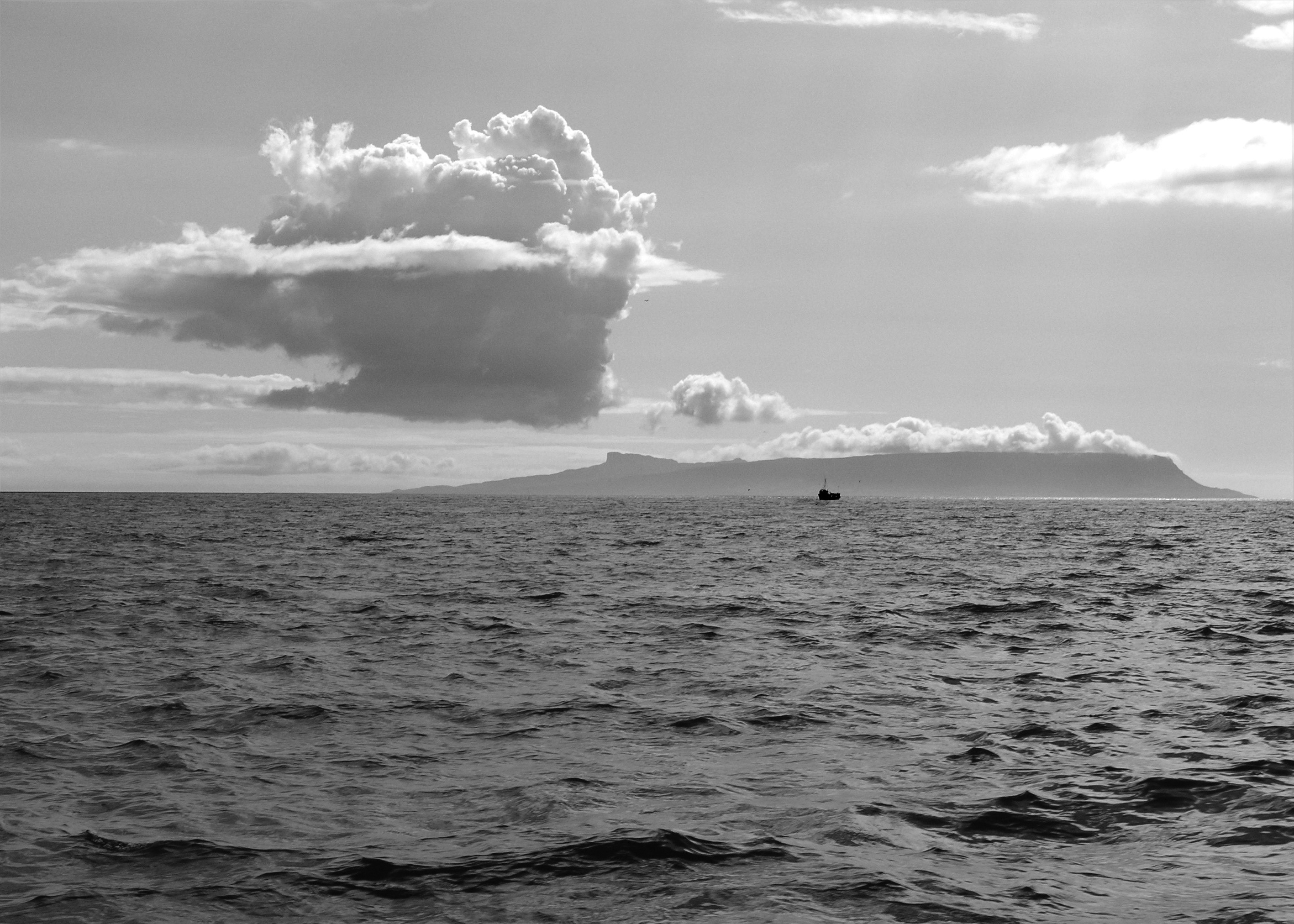
Bateau près de Knoydart.

### Highland Clearances
Ces terres sont traditionnellement la propriété des MacDonnells de Glengarry. Avant les soulèvements jacobites de 1745, la péninsule comptait environ un millier d'habitants ; malgré une forte émigration, principalement vers le Canada, la population s'était maintenue à ce niveau en 1841.
En 1852, lors des premières Highland Clearances, quatre cents habitants se virent chassés de leurs terres ; l'émigration vers l'Australie leur fut proposée. Leur destination changea plus tard pour le Canada et, le 9 août 1853, trois cent trente habitants de la côte ouest de la péninsule embarquèrent à bord du Sillery pour le Canada. Toutefois, onze familles – plus de soixante personnes - refusèrent d'émigrer, et l'histoire de leur éviction resta célèbre dans les Clearances. Knoydart fut finalement vendue en 1856 par les MacDonell pour être rachetée par l'industriel et homme politique écossais James Baird.

### Les Sept de Knoydart

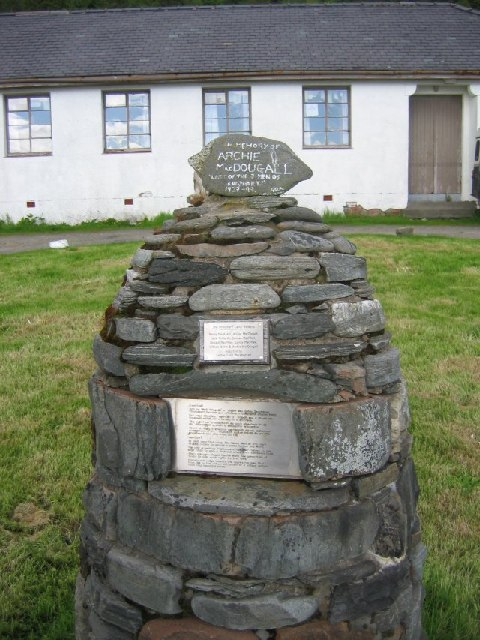
Mémorial des Sept Hommes de Knoydart

En 1948, des habitants de la péninsule, « les Sept Hommes de Knoydart », tentèrent sans succès, par un raid, d'obtenir la propriété des terrains qu'ils occupaient. Leurs revendications furent contestées par le propriétaire, Ronald Nall Nall-Cain, deuxième Baron Brocket ; la Court of Session (tribunal civil, équivalent d'un tribunal de Grande Instance) condamna les habitants. Un appel au Secrétaire d'État pour l'Écosse fut rejeté et les Sept Hommes abandonnèrent leur combat pour obtenir la propriété des crofts de Knoydart. En 1981, un cairn commémorant cet épisode fut dévoilé à Inverie.

### Époque récente
Inverie est le seul village de la péninsule qui compte une centaine d'habitants. Malgré l'isolement de Knoydart, on y trouve une poste, une école primaire ainsi que des lits d'hébergement pour les visiteurs.
Le seul pub de Knoydart, The Old Forge Inn porte le titre de « pub le plus isolé de Grande-Bretagne ».
La Knoydart Foundation, créée en 1997, possède aujourd'hui les 71 kilomètres carrés de Knoydart Estate, soit une grande partie de la péninsule,. La Fondation a acquis ces terres en 1999 ; il s'agit d'un partenariat entre les résidents, le Highland Council, le trust Chris Brasher, le Kilchoan Estate et le John Muir Trust. Son but est de préserver et développer Knoydart, tant au plan de l'environnement que de la population. La Fondation produit d'ailleurs son électricité par une station hydroélectrique.
En mai 2005, la Highlands and Islands Community Energy Company, une compagnie d'énergie écossaise, a tenu sa première assemblée à Inverie lors de ses débuts.
Une nouvelle jetée fut officiellement inaugurée à Inverie en août 2006 par le membre du parlement écossais Tavish Scott.

## Économie

### Tourisme
Classé National Scenic Area, le Knoydart attire principalement randonneurs, alpinistes, marins et amateurs de vie sauvage. Le tourisme représente une source non négligeable de revenus pour la péninsule.

### Énergie
La Knoydart Foundation produit elle-même l'électricité nécessaire à Knoydart, grâce à l'hydroélectricité.

### Agriculture
Le Knoydart est une zone essentiellement rurale où le système de crofts est encore en vigueur.